# Bruder Rausch
Bruder Rausch (mittelniederdeutsch: Broder Rusche) ist eine niederdeutsche Satire, in der erzählt wird, wie der Teufel als „Bruder Rausch“ Koch in einem Kloster wird, die Mönche verspottet und ihre Unzucht fördert, bis er schließlich gebannt wird. Die Schrift erschien 1488 in niederdeutscher und 1508 in hochdeutscher Sprache. Auch in Skandinavien und England war diese Sage bekannt. Wilhelm Hertz schuf 1882 aus dem Stoff eine Verserzählung. Möglicherweise besteht eine Verbindung zur Gestalt des Hödeken.